# Publikum
Et publikum er en samling af mennesker der overvåger en begivenhed, f.eks.:
- Koncert
- Fodboldkamp eller anden sportsbegivehed
- Tale
- Offentligheden (sjældnere)
- e.l.